# Bahnstrecke Paris–Brest
| Viaduc de Morlaix |                                     |                                                                              |                                                                              |
| Verlauf der Bahnstrecke Paris–Brest |                                     |                                                                              |                                                                              |
| Streckennummer (SNCF): | 420 000                             |                                                                              |                                                                              |
| Kursbuchstrecke (SNCF): | 350 Paris–Le Mans 351 Le Mans–Brest |                                                                              |                                                                              |
| Streckenlänge: | 622,4 km                            |                                                                              |                                                                              |
| Spurweite: | 1435 mm (Normalspur)                |                                                                              |                                                                              |
| Stromsystem: | 1,5 kV (Paris–Le Mans) =            |                                                                              |                                                                              |
| Stromsystem: | 25 kV 50 Hz (Le Mans–Brest) ~       |                                                                              |                                                                              |
| Streckengeschwindigkeit: | 220 km/h                            |                                                                              |                                                                              |
| Zweigleisigkeit: | Paris–Brest                         |                                                                              |                                                                              |
| |                                     |                                                                              |                                                                              |
| \| \| 0,0 \| ehem. Paris-Montparnasse \| 57 m \| \| \| 0,5 \| Paris-Montparnasse \| 57 m \| \| \| \| zur Petite Ceinture \| \| \| \| 2,1 \| Ouest-Ceinture \| Ouest-Ceinture \| \| \| 2,5 \| LGV Atlantique nach Le Mans und Tours \| LGV Atlantique nach Le Mans und Tours \| \| \| \| Montrouge-Châtillon \| \| \| \| 3,7 \| Vanves-Malakoff \| 71 m \| \| \| 5,1 \| Clamart \| 77 m \| \| \| 7,11 \| Eisenbahnviadukt von Meudon (142,7 m) \| Eisenbahnviadukt von Meudon (142,7 m) \| \| \| \| RER C \| \| \| \| 7,6 \| Meudon \| 87 m \| \| \| 8,5 \| Bellevue \| 90 m \| \| \| 9,6 \| Sèvres-Rive-Gauche \| 96 m \| \| \| 12,5 \| Chaville-Rive-Gauche \| 107 m \| \| \| \| RER C von Invalides \| \| \| \| 13,9 \| Viroflay-Rive-Gauche \| 111 m \| \| \| \| Anschlussgleis zur Bahnstrecke Paris-St-Lazare–Versailles \| \| \| \| \| RER C nach Versailles-Rive-Gauche \| \| \| \| \| Grande Ceinture von Massy–Palaiseau \| \| \| \| 16,6 \| Versailles-Chantiers \| 132 m \| \| \| \| Grande Ceinture nach Sartrouville \| \| \| \| 21,4 \| Saint-Cyr \| 159 m \| \| \| \| Bahnstrecke Saint-Cyr–Surdon nach Dreux \| \| \| \| 24.0 \| Saint-Quentin-en-Yvelines \| 163 m \| \| \| 27,1 \| Trappes \| 168 m \| \| \| 32,2 \| La Verrière \| 170 m \| \| \| 34,3 \| Coignières \| 169 m \| \| \| 37,7 \| Les Essarts-le-Roi \| 174 m \| \| \| 41,8 \| Le Perray \| 175 m \| \| \| 47,8 \| Rambouillet \| 161 m \| \| \| 52,7 \| Gazeran \| 163 m \| \| \| 60,3 \| Épernon \| 120 m \| \| \| 67,6 \| Bahnstrecke Auneau-Ville–Dreux von Dreux \| Bahnstrecke Auneau-Ville–Dreux von Dreux \| \| \| 68,1 \| Maintenon \| 121 m \| \| \| 68,3 \| Voise (Viaduc de Maintenon; 315 m) \| Voise (Viaduc de Maintenon; 315 m) \| \| \| \| Bahnstrecke Auneau-Ville–Dreux nach Auneau \| \| \| \| 72,8 \| Saint-Piat \| 117 m \| \| \| 77,3 \| Jouy \| 121 m \| \| \| 81,5 \| La Villette-Saint-Prest \| 124 m \| \| \| 85,4 \| Eure (18 m) \| Eure (18 m) \| \| \| 86,3 \| Bahnstrecke Ouest-Ceinture–Chartres von Gallardon \| Bahnstrecke Ouest-Ceinture–Chartres von Gallardon \| \| \| 87,1 \| Chartres \| 143 m \| \| \| \| \| \| \| \| \| Bahnstrecke Chartres–Dreux nach Dreux \| \| \| \| 88,4 \| Bahnstrecke Chartres–Orléans nach Orléans \| Bahnstrecke Chartres–Orléans nach Orléans \| \| \| 88,6 \| Bahnstrecke Chartres–Bordeaux nach Courtalain \| Bahnstrecke Chartres–Bordeaux nach Courtalain \| \| \| 94,2 \| Amilly-Ouerray \| 164 m \| \| \| 98,6 \| Saint-Aubin-Saint-Luperce \| 161 m \| \| \| \| Anschluss \| \| \| \| 105,9 \| Courville-sur-Eure \| 174 m \| \| \| 108,6 \| Viaduc de la Rivière (Eure) (18 m) \| Viaduc de la Rivière (Eure) (18 m) \| \| \| 113,4 \| Pontgouin \| 191 m \| \| \| 123,1 \| Bahnstrecke La Loupe–Prey von Senonches \| Bahnstrecke La Loupe–Prey von Senonches \| \| \| 123,6 \| La Loupe \| 209 m \| \| \| \| Bahnstrecke Brou–La Loupe nach Brou \| \| \| \| \| Anschluss \| \| \| \| 134,3 \| Bretoncelles \| 156 m \| \| \| \| Bahnstrecke Alençon–Condé-sur-Huisne von Alençon \| \| \| \| 140,9 \| Condé-sur-Huisne \| 121 m \| \| \| 142,0 \| Huisne (Viaduc de Grillant; 30 m) \| Huisne (Viaduc de Grillant; 30 m) \| \| \| 148,1 \| Nogent-le-Rotrou \| 109 m \| \| \| \| Bahnstrecke Arrou–Nogent-le-Rotrou nach Arrou \| \| \| \| \| Anschluss \| \| \| \| 159,0 \| Le Theil-La-Rouge \| 104 m \| \| \| \| Anschluss \| \| \| \| 169,0 \| La Ferté-Bernard \| 92 m \| \| \| 178,1 \| Sceaux-Boëssé \| 80 m \| \| \| \| Bahnstrecke Mamers–Saint Calais von Bonnétable \| \| \| \| \| Anschluss \| \| \| \| 186,7 \| Connerré-Beillé \| 70 m \| \| \| \| Bahnstrecke Mamers–Saint Calais nach Saint-Calais \| \| \| \| \| LGV Atlantique von Paris-Montparnasse \| \| \| \| \| LGV Bretagne-Pays de la Loire nach Rennes \| \| \| \| 190,9 \| Abzw. von Connerré \| Abzw. von Connerré \| \| \| 192,5 \| Huisne (35 m) \| Huisne (35 m) \| \| \| 193,9 \| Montfort-le-Gesnois \| 64 m \| \| \| 197,2 \| Saint-Mars-la-Brière \| 61 m \| \| \| \| Anschluss \| \| \| \| 199,6 \| Champagné \| 65 m \| \| \| 204,1 \| Yvré-l’Évêque \| 57 m \| \| \| 205,2 \| Pont sur l’Huisne (50 m) \| Pont sur l’Huisne (50 m) \| \| \| 209,2 \| Bahnstrecke Tours–Le Mans von Tours \| Bahnstrecke Tours–Le Mans von Tours \| \| \| 211,0 \| Le Mans \| 51 m \| \| \| 205,2 \| Sarthe (Viaduc des Tabacs; 60 m) \| Sarthe (Viaduc des Tabacs; 60 m) \| \| \| 212,4 \| Bahnstrecke Le Mans–Angers nach Angers \| Bahnstrecke Le Mans–Angers nach Angers \| \| \| 213,4 \| Stromwechsel 1,5 kV =/25 Hz 50 kV ~ \| Stromwechsel 1,5 kV =/25 Hz 50 kV ~ \| \| \| 214,9 \| Bahnstrecke Le Mans–Mézidon nach Mézidon \| Bahnstrecke Le Mans–Mézidon nach Mézidon \| \| \| \| LGV Bretagne-Pays de la Loire nach Rennes \| \| \| \| 222,0 \| La Milesse-La Bazoge \| 76 m \| \| \| \| Abzw. von La Milesse \| \| \| \| 231,2 \| Domfront-en-Champagne \| 121 m \| \| \| 234,7 \| Conlie \| 128 m \| \| \| 241.3 \| Crissé \| 144 m \| \| \| \| \| \| \| \| 244,1 \| Bahnstrecke Sillé-le-Guillaume–La Hutte-Coulombiers von La Hutte-Coulombiers \| Bahnstrecke Sillé-le-Guillaume–La Hutte-Coulombiers von La Hutte-Coulombiers \| \| \| \| \| \| \| \| 246,5 \| Sillé-le-Guillaume \| 162 m \| \| \| 246,6 \| Bahnstrecke Juigné-sur-Sarthe–Sillé-le-Guillaume n. Juigné \| Bahnstrecke Juigné-sur-Sarthe–Sillé-le-Guillaume n. Juigné \| \| \| 252,4 \| Rouessé-Vassé \| 151 m \| \| \| 257,6 \| \| Anschluss \| \| \| 260,0 \| Voutré \| 143 m \| \| \| 262,6 \| Erve (6 m) \| Erve (6 m) \| \| \| 269,4 \| Évron \| 113 m \| \| \| 274,0 \| Anschluss Neau-EP Dolomie \| Anschluss Neau-EP Dolomie \| \| \| 275,1 \| Jouanne (7 m) \| Jouanne (7 m) \| \| \| 275,5 \| Neau \| 92 m \| \| \| 281,4 \| Montsûrs \| 78 m \| \| \| 288,8 \| Bahnstrecke Chapelle-Anthenaise–Flers von Flers \| Bahnstrecke Chapelle-Anthenaise–Flers von Flers \| \| \| 288,9 \| La Chapelle-Anthenaise \| 105 m \| \| \| 294,6 \| Louverné \| 79 m \| \| \| \| LGV Bretagne-Pays de la Loire nach Rennes \| \| \| \| 298,8 \| Bahnstrecke Laval–Gennes-Longuefuye von Château-Gontier \| Bahnstrecke Laval–Gennes-Longuefuye von Château-Gontier \| \| \| 300,1 \| Laval \| 70 m \| \| \| 300,8 \| Mayenne (132 m) \| Mayenne (132 m) \| \| \| 302,2 \| Bahnstrecke Laval–Pouancé nach Pouancé \| Bahnstrecke Laval–Pouancé nach Pouancé \| \| \| \| LGV Bretagne-Pays de la Loire nach Rennes \| \| \| \| 310,0 \| Le Genest \| 89 m \| \| \| 317,1 \| Port-Brillet \| 112 m \| \| \| 321,5 \| Saint-Pierre-la-Cour \| 133 m \| \| \| \| Anschluss \| \| \| \| 335,9 \| Vitré \| 90 m \| \| \| 336,3 \| Bahnstrecke Vitré–Pontorson nach La Selle-en-Luitré \| Bahnstrecke Vitré–Pontorson nach La Selle-en-Luitré \| \| \| \| Bahnstrecke Martigné-Ferchaud–Vitré nach Châteaubriant \| \| \| \| \| Anschluss \| \| \| \| 345,8 \| Les Lacs \| 59 m \| \| \| 349,7 \| Vilaine (Viaduc de la Fontenelle; 20 m) \| Vilaine (Viaduc de la Fontenelle; 20 m) \| \| \| 352,6 \| Châteaubourg \| 45 m \| \| \| 357,3 \| Servon \| 49 m \| \| \| 362,2 \| Noyal - Acigné \| 47 m \| \| \| 367,9 \| Cesson-Sévigné \| 33 m \| \| \| 370,0 \| LGV Bretagne-Pays de la Loire von Le Mans \| LGV Bretagne-Pays de la Loire von Le Mans \| \| \| 371,2 \| Bahnstrecke Châteaubriant–Rennes von Châteaubriant \| Bahnstrecke Châteaubriant–Rennes von Châteaubriant \| \| \| 373,3 \| Rennes \| 31 m \| \| \| \| Bahnstrecke Rennes–Redon nach Redon \| \| \| \| 375,7 \| Vilaine (Pont de Port-Cahours; 37 m) \| Vilaine (Pont de Port-Cahours; 37 m) \| \| \| \| Bahnstrecke Rennes–Saint-Malo nach Saint-Malo \| \| \| \| 385,1 \| L’Hermitage-Mordelles \| 45 m \| \| \| \| Anschluss \| \| \| \| 391,4 \| Breteil \| 51 m \| \| \| 395,5 \| Montfort-sur-Meu \| 42 m \| \| \| 405,5 \| Montauban-de-Bretagne \| 67 m \| \| \| \| Anschluss \| \| \| \| 410,6 \| La Brohinière \| 79 m \| \| \| \| Bahnstrecke Ploërmel–La Brohinière nach Mauron \| \| \| \| 411,1 \| Bahnstrecke La Brohinière–Dinan nach Dinan \| Bahnstrecke La Brohinière–Dinan nach Dinan \| \| \| 415,4 \| Quédillac \| Quédillac \| \| \| 417,2 \| Rance (12 m) \| Rance (12 m) \| \| \| 419,5 \| Caulnes \| 81 m \| \| \| 427,8 \| Broons \| 67 m \| \| \| 438,1 \| Plénée-Jugon \| 67 m \| \| \| 438,1 \| Arguenon (8 m) \| Arguenon (8 m) \| \| \| 447,0 \| Plestan \| 90 m \| \| \| \| Anschluss \| \| \| \| 451,4 \| Venelle (6 m) \| Venelle (6 m) \| \| \| 452,3 \| Gouessant (9 m) \| Gouessant (9 m) \| \| \| \| Bahnstrecke Lison–Lamballe von Lison \| \| \| \| 454,3 \| Lamballe \| 56 m \| \| \| 465,0 \| Yffiniac \| 52 m \| \| \| 473,5 \| Bahnstrecke Saint-Brieuc–Le Légué von Le Légué \| Bahnstrecke Saint-Brieuc–Le Légué von Le Légué \| \| \| 474,1 \| Viaduc ferroviaire du Gouédic (126 m) \| Viaduc ferroviaire du Gouédic (126 m) \| \| \| 474,6 \| Saint-Brieuc \| 99 m \| \| \| 475,1 \| Bahnstrecke Saint-Brieuc–Pontivy nach Loudéac \| Bahnstrecke Saint-Brieuc–Pontivy nach Loudéac \| \| \| 474,1 \| Viaduc de La Méaugon (221 m) \| Viaduc de La Méaugon (221 m) \| \| \| 481,2 \| La Méaugon \| 126 m \| \| \| 485,0 \| Plouvara-Plerneuf \| 163 m \| \| \| 491,9 \| Châtelaudren-Plouagat \| 125 m \| \| \| 504,7 \| Guingamp \| 99 m \| \| \| 505,8 \| Trieux (48 m) \| Trieux (48 m) \| \| \| \| Réseau Breton nach Carhaix \| \| \| \| 506,2 \| Réseau Breton Bahnstrecke Guingamp–Paimpol n. Paimpol \| Réseau Breton Bahnstrecke Guingamp–Paimpol n. Paimpol \| \| \| 514,6 \| Pédernec-Tréglamus \| 145 m \| \| \| 519,8 \| Belle-Isle-Bégard \| 154 m \| \| \| 525,7 \| Trégrom \| 100 m \| \| \| 530,9 \| Plouaret-Trégor \| 123 m \| \| \| 531,2 \| Bahnstrecke Plouaret–Lannion nach Lannion \| Bahnstrecke Plouaret–Lannion nach Lannion \| \| \| 532,6 \| Tunnel de Guerbastiou 1 (136 m) \| Tunnel de Guerbastiou 1 (136 m) \| \| \| 532,8 \| Tunnel de Guerbastiou 2 (137 m) \| Tunnel de Guerbastiou 2 (137 m) \| \| \| 539,1 \| Plounérin \| 157 m \| \| \| 545,0 \| Le Ponthou \| 106 m \| \| \| 545,4 \| Viaduc du Ponthou (113 m) \| Viaduc du Ponthou (113 m) \| \| \| 553,4 \| Plouigneau \| 140 m \| \| \| 562,4 \| Viaduc de Morlaix (292 m) \| Viaduc de Morlaix (292 m) \| \| \| 562,8 \| Morlaix \| 61 m \| \| \| 565,4 \| Bahnstrecke Morlaix–Roscoff nach Roscoff \| Bahnstrecke Morlaix–Roscoff nach Roscoff \| \| \| \| Anschluss \| \| \| \| 571,8 \| Pleyber-Christ \| 131 m \| \| \| 577,4 \| Saint-Thégonnec \| 129 m \| \| \| 580,3 \| Penzé \| Penzé \| \| \| 581,7 \| Guimiliau \| 112 m \| \| \| 589,1 \| Landivisiau \| 53 m \| \| \| 599,0 \| La Roche-Maurice \| 21 m \| \| \| \| Bahnstrecke Savenay–Landerneau von Quimper \| \| \| \| 603,6 \| Landerneau \| 21 m \| \| \| 608,4 \| La Forest \| 14 m \| \| \| \| Anschluss (EP) Pyrotechnie \| \| \| \| 614,8 \| Viaduc de Kerhuon (200 m) \| Viaduc de Kerhuon (200 m) \| \| \| 615,0 \| Kerhuon \| 33 m \| \| \| 618,3 \| Le Rody \| 19 m \| \| \| 618,4 \| Abzw. zum Hafen \| Abzw. zum Hafen \| \| \| 622,4 \| Brest \| 43 m \| |                                     |                                                                              |                                                                              |
| Kopfbahnhof Streckenanfang (Strecke außer Betrieb) | 0,0                                 | ehem. Paris-Montparnasse                                                     | 57 m                                                                         |
| Kopfbahnhof Strecke bis hier außer Betrieb | 0,5                                 | Paris-Montparnasse                                                           | 57 m                                                                         |
| Strecke von links (außer Betrieb) · Abzweig geradeaus und nach rechts |                                     | zur Petite Ceinture                                                          | zur Petite Ceinture                                                          |
| Abzweig quer und nach rechts · ehemaliger Turmhaltepunkt geradeaus oben (Querstrecke außer Betrieb) · Strecke quer | 2,1                                 | Ouest-Ceinture                                                               | Ouest-Ceinture                                                               |
| Abzweig geradeaus und nach links · Abzweig quer und von rechts | 2,5                                 | LGV Atlantique nach Le Mans und Tours                                        | LGV Atlantique nach Le Mans und Tours                                        |
| Strecke · Betriebs-/Güterbahnhof Streckenende |                                     | Montrouge-Châtillon                                                          | Montrouge-Châtillon                                                          |
| Bahnhof | 3,7                                 | Vanves-Malakoff                                                              | 71 m                                                                         |
| Bahnhof | 5,1                                 | Clamart                                                                      | 77 m                                                                         |
| Strecke geradeaus | 7,11                                | Eisenbahnviadukt von Meudon (142,7 m)                                        | Eisenbahnviadukt von Meudon (142,7 m)                                        |
| Kreuzung Ende Hochstrecke |                                     | RER C                                                                        | RER C                                                                        |
| Haltepunkt / Haltestelle | 7,6                                 | Meudon                                                                       | 87 m                                                                         |
| Haltepunkt / Haltestelle | 8,5                                 | Bellevue                                                                     | 90 m                                                                         |
| Bahnhof | 9,6                                 | Sèvres-Rive-Gauche                                                           | 96 m                                                                         |
| Haltepunkt / Haltestelle | 12,5                                | Chaville-Rive-Gauche                                                         | 107 m                                                                        |
| Abzweig geradeaus und von links |                                     | RER C von Invalides                                                          | RER C von Invalides                                                          |
| Bahnhof | 13,9                                | Viroflay-Rive-Gauche                                                         | 111 m                                                                        |
| Abzweig geradeaus und von rechts |                                     | Anschlussgleis zur Bahnstrecke Paris-St-Lazare–Versailles                    | Anschlussgleis zur Bahnstrecke Paris-St-Lazare–Versailles                    |
| Abzweig geradeaus und nach rechts |                                     | RER C nach Versailles-Rive-Gauche                                            | RER C nach Versailles-Rive-Gauche                                            |
| Abzweig geradeaus und von links |                                     | Grande Ceinture von Massy–Palaiseau                                          | Grande Ceinture von Massy–Palaiseau                                          |
| Bahnhof | 16,6                                | Versailles-Chantiers                                                         | 132 m                                                                        |
| Abzweig geradeaus und ehemals nach rechts |                                     | Grande Ceinture nach Sartrouville                                            | Grande Ceinture nach Sartrouville                                            |
| Bahnhof | 21,4                                | Saint-Cyr                                                                    | 159 m                                                                        |
| Abzweig geradeaus, nach rechts und von rechts |                                     | Bahnstrecke Saint-Cyr–Surdon nach Dreux                                      | Bahnstrecke Saint-Cyr–Surdon nach Dreux                                      |
| Bahnhof | 24.0                                | Saint-Quentin-en-Yvelines                                                    | 163 m                                                                        |
| Bahnhof | 27,1                                | Trappes                                                                      | 168 m                                                                        |
| Bahnhof | 32,2                                | La Verrière                                                                  | 170 m                                                                        |
| Haltepunkt / Haltestelle | 34,3                                | Coignières                                                                   | 169 m                                                                        |
| Haltepunkt / Haltestelle | 37,7                                | Les Essarts-le-Roi                                                           | 174 m                                                                        |
| Haltepunkt / Haltestelle | 41,8                                | Le Perray                                                                    | 175 m                                                                        |
| Bahnhof | 47,8                                | Rambouillet                                                                  | 161 m                                                                        |
| Haltepunkt / Haltestelle | 52,7                                | Gazeran                                                                      | 163 m                                                                        |
| Haltepunkt / Haltestelle | 60,3                                | Épernon                                                                      | 120 m                                                                        |
| Abzweig geradeaus und ehemals von rechts | 67,6                                | Bahnstrecke Auneau-Ville–Dreux von Dreux                                     | Bahnstrecke Auneau-Ville–Dreux von Dreux                                     |
| Bahnhof | 68,1                                | Maintenon                                                                    | 121 m                                                                        |
| Brücke über Wasserlauf | 68,3                                | Voise (Viaduc de Maintenon; 315 m)                                           | Voise (Viaduc de Maintenon; 315 m)                                           |
| Abzweig geradeaus und ehemals nach links |                                     | Bahnstrecke Auneau-Ville–Dreux nach Auneau                                   | Bahnstrecke Auneau-Ville–Dreux nach Auneau                                   |
| Haltepunkt / Haltestelle | 72,8                                | Saint-Piat                                                                   | 117 m                                                                        |
| Haltepunkt / Haltestelle | 77,3                                | Jouy                                                                         | 121 m                                                                        |
| Haltepunkt / Haltestelle | 81,5                                | La Villette-Saint-Prest                                                      | 124 m                                                                        |
| Brücke über Wasserlauf | 85,4                                | Eure (18 m)                                                                  | Eure (18 m)                                                                  |
| Abzweig geradeaus und ehemals von links | 86,3                                | Bahnstrecke Ouest-Ceinture–Chartres von Gallardon                            | Bahnstrecke Ouest-Ceinture–Chartres von Gallardon                            |
| Bahnhof | 87,1                                | Chartres                                                                     | 143 m                                                                        |
| Strecke von links · Abzweig geradeaus und nach rechts |                                     |                                                                              |                                                                              |
| Abzweig geradeaus, nach rechts und ehemals von rechts · Strecke |                                     | Bahnstrecke Chartres–Dreux nach Dreux                                        | Bahnstrecke Chartres–Dreux nach Dreux                                        |
| Strecke nach links · Kreuzung geradeaus unten · Strecke quer | 88,4                                | Bahnstrecke Chartres–Orléans nach Orléans                                    | Bahnstrecke Chartres–Orléans nach Orléans                                    |
| Abzweig geradeaus und nach links | 88,6                                | Bahnstrecke Chartres–Bordeaux nach Courtalain                                | Bahnstrecke Chartres–Bordeaux nach Courtalain                                |
| Haltepunkt / Haltestelle | 94,2                                | Amilly-Ouerray                                                               | 164 m                                                                        |
| Haltepunkt / Haltestelle | 98,6                                | Saint-Aubin-Saint-Luperce                                                    | 161 m                                                                        |
| Abzweig geradeaus und nach rechts |                                     | Anschluss                                                                    | Anschluss                                                                    |
| Haltepunkt / Haltestelle | 105,9                               | Courville-sur-Eure                                                           | 174 m                                                                        |
| Brücke über Wasserlauf | 108,6                               | Viaduc de la Rivière (Eure) (18 m)                                           | Viaduc de la Rivière (Eure) (18 m)                                           |
| Haltepunkt / Haltestelle | 113,4                               | Pontgouin                                                                    | 191 m                                                                        |
| Abzweig geradeaus und von rechts | 123,1                               | Bahnstrecke La Loupe–Prey von Senonches                                      | Bahnstrecke La Loupe–Prey von Senonches                                      |
| Bahnhof | 123,6                               | La Loupe                                                                     | 209 m                                                                        |
| Abzweig geradeaus und ehemals nach links |                                     | Bahnstrecke Brou–La Loupe nach Brou                                          | Bahnstrecke Brou–La Loupe nach Brou                                          |
| Abzweig geradeaus und nach rechts |                                     | Anschluss                                                                    | Anschluss                                                                    |
| Haltepunkt / Haltestelle | 134,3                               | Bretoncelles                                                                 | 156 m                                                                        |
| Abzweig geradeaus und ehemals von rechts |                                     | Bahnstrecke Alençon–Condé-sur-Huisne von Alençon                             | Bahnstrecke Alençon–Condé-sur-Huisne von Alençon                             |
| Haltepunkt / Haltestelle | 140,9                               | Condé-sur-Huisne                                                             | 121 m                                                                        |
| Brücke über Wasserlauf | 142,0                               | Huisne (Viaduc de Grillant; 30 m)                                            | Huisne (Viaduc de Grillant; 30 m)                                            |
| Bahnhof | 148,1                               | Nogent-le-Rotrou                                                             | 109 m                                                                        |
| Abzweig geradeaus und ehemals nach links |                                     | Bahnstrecke Arrou–Nogent-le-Rotrou nach Arrou                                | Bahnstrecke Arrou–Nogent-le-Rotrou nach Arrou                                |
| Abzweig geradeaus und nach rechts |                                     | Anschluss                                                                    | Anschluss                                                                    |
| Haltepunkt / Haltestelle | 159,0                               | Le Theil-La-Rouge                                                            | 104 m                                                                        |
| Abzweig geradeaus und nach rechts |                                     | Anschluss                                                                    | Anschluss                                                                    |
| Bahnhof | 169,0                               | La Ferté-Bernard                                                             | 92 m                                                                         |
| Haltepunkt / Haltestelle | 178,1                               | Sceaux-Boëssé                                                                | 80 m                                                                         |
| Abzweig geradeaus und ehemals von rechts |                                     | Bahnstrecke Mamers–Saint Calais von Bonnétable                               | Bahnstrecke Mamers–Saint Calais von Bonnétable                               |
| Abzweig geradeaus und nach rechts |                                     | Anschluss                                                                    | Anschluss                                                                    |
| Bahnhof | 186,7                               | Connerré-Beillé                                                              | 70 m                                                                         |
| Abzweig geradeaus und ehemals nach links |                                     | Bahnstrecke Mamers–Saint Calais nach Saint-Calais                            | Bahnstrecke Mamers–Saint Calais nach Saint-Calais                            |
| Strecke von links · Abzweig geradeaus und nach rechts · Strecke von links |                                     | LGV Atlantique von Paris-Montparnasse                                        | LGV Atlantique von Paris-Montparnasse                                        |
| Abzweig quer und nach rechts · Kreuzung geradeaus unten · Abzweig geradeaus und nach rechts |                                     | LGV Bretagne-Pays de la Loire nach Rennes                                    | LGV Bretagne-Pays de la Loire nach Rennes                                    |
| Abzweig geradeaus und von links · Strecke nach rechts | 190,9                               | Abzw. von Connerré                                                           | Abzw. von Connerré                                                           |
| Brücke über Wasserlauf | 192,5                               | Huisne (35 m)                                                                | Huisne (35 m)                                                                |
| Haltepunkt / Haltestelle | 193,9                               | Montfort-le-Gesnois                                                          | 64 m                                                                         |
| Haltepunkt / Haltestelle | 197,2                               | Saint-Mars-la-Brière                                                         | 61 m                                                                         |
| Abzweig geradeaus und von links |                                     | Anschluss                                                                    | Anschluss                                                                    |
| Haltepunkt / Haltestelle | 199,6                               | Champagné                                                                    | 65 m                                                                         |
| ehemaliger Bahnhof | 204,1                               | Yvré-l’Évêque                                                                | 57 m                                                                         |
| Brücke über Wasserlauf | 205,2                               | Pont sur l’Huisne (50 m)                                                     | Pont sur l’Huisne (50 m)                                                     |
| Abzweig geradeaus, nach links und von links | 209,2                               | Bahnstrecke Tours–Le Mans von Tours                                          | Bahnstrecke Tours–Le Mans von Tours                                          |
| Bahnhof | 211,0                               | Le Mans                                                                      | 51 m                                                                         |
| Brücke über Wasserlauf | 205,2                               | Sarthe (Viaduc des Tabacs; 60 m)                                             | Sarthe (Viaduc des Tabacs; 60 m)                                             |
| Abzweig geradeaus, nach links und von links | 212,4                               | Bahnstrecke Le Mans–Angers nach Angers                                       | Bahnstrecke Le Mans–Angers nach Angers                                       |
| Grenze | 213,4                               | Stromwechsel 1,5 kV =/25 Hz 50 kV ~                                          | Stromwechsel 1,5 kV =/25 Hz 50 kV ~                                          |
| Abzweig geradeaus und nach rechts | 214,9                               | Bahnstrecke Le Mans–Mézidon nach Mézidon                                     | Bahnstrecke Le Mans–Mézidon nach Mézidon                                     |
| Kreuzung geradeaus unten · Abzweig quer und von rechts |                                     | LGV Bretagne-Pays de la Loire nach Rennes                                    | LGV Bretagne-Pays de la Loire nach Rennes                                    |
| Bahnhof · Strecke | 222,0                               | La Milesse-La Bazoge                                                         | 76 m                                                                         |
| Abzweig geradeaus und von links · Strecke nach rechts |                                     | Abzw. von La Milesse                                                         | Abzw. von La Milesse                                                         |
| Haltepunkt / Haltestelle | 231,2                               | Domfront-en-Champagne                                                        | 121 m                                                                        |
| Haltepunkt / Haltestelle | 234,7                               | Conlie                                                                       | 128 m                                                                        |
| Haltepunkt / Haltestelle | 241.3                               | Crissé                                                                       | 144 m                                                                        |
| |                                     |                                                                              |                                                                              |
| Abzweig geradeaus und ehemals von rechts | 244,1                               | Bahnstrecke Sillé-le-Guillaume–La Hutte-Coulombiers von La Hutte-Coulombiers | Bahnstrecke Sillé-le-Guillaume–La Hutte-Coulombiers von La Hutte-Coulombiers |
| |                                     |                                                                              |                                                                              |
| Bahnhof | 246,5                               | Sillé-le-Guillaume                                                           | 162 m                                                                        |
| Abzweig geradeaus und ehemals nach links | 246,6                               | Bahnstrecke Juigné-sur-Sarthe–Sillé-le-Guillaume n. Juigné                   | Bahnstrecke Juigné-sur-Sarthe–Sillé-le-Guillaume n. Juigné                   |
| Haltepunkt / Haltestelle | 252,4                               | Rouessé-Vassé                                                                | 151 m                                                                        |
| Abzweig geradeaus und von rechts | 257,6                               |                                                                              | Anschluss                                                                    |
| Haltepunkt / Haltestelle | 260,0                               | Voutré                                                                       | 143 m                                                                        |
| Brücke über Wasserlauf | 262,6                               | Erve (6 m)                                                                   | Erve (6 m)                                                                   |
| Haltepunkt / Haltestelle | 269,4                               | Évron                                                                        | 113 m                                                                        |
| Abzweig geradeaus und nach rechts | 274,0                               | Anschluss Neau-EP Dolomie                                                    | Anschluss Neau-EP Dolomie                                                    |
| Brücke über Wasserlauf | 275,1                               | Jouanne (7 m)                                                                | Jouanne (7 m)                                                                |
| Bahnhof | 275,5                               | Neau                                                                         | 92 m                                                                         |
| Haltepunkt / Haltestelle | 281,4                               | Montsûrs                                                                     | 78 m                                                                         |
| Abzweig geradeaus und von rechts | 288,8                               | Bahnstrecke Chapelle-Anthenaise–Flers von Flers                              | Bahnstrecke Chapelle-Anthenaise–Flers von Flers                              |
| ehemaliger Bahnhof | 288,9                               | La Chapelle-Anthenaise                                                       | 105 m                                                                        |
| Haltepunkt / Haltestelle | 294,6                               | Louverné                                                                     | 79 m                                                                         |
| Kreuzung geradeaus unten |                                     | LGV Bretagne-Pays de la Loire nach Rennes                                    | LGV Bretagne-Pays de la Loire nach Rennes                                    |
| Abzweig geradeaus und ehemals von links | 298,8                               | Bahnstrecke Laval–Gennes-Longuefuye von Château-Gontier                      | Bahnstrecke Laval–Gennes-Longuefuye von Château-Gontier                      |
| Bahnhof | 300,1                               | Laval                                                                        | 70 m                                                                         |
| Brücke über Wasserlauf | 300,8                               | Mayenne (132 m)                                                              | Mayenne (132 m)                                                              |
| Abzweig geradeaus und ehemals nach links | 302,2                               | Bahnstrecke Laval–Pouancé nach Pouancé                                       | Bahnstrecke Laval–Pouancé nach Pouancé                                       |
| Kreuzung geradeaus unten und links |                                     | LGV Bretagne-Pays de la Loire nach Rennes                                    | LGV Bretagne-Pays de la Loire nach Rennes                                    |
| Haltepunkt / Haltestelle | 310,0                               | Le Genest                                                                    | 89 m                                                                         |
| Haltepunkt / Haltestelle | 317,1                               | Port-Brillet                                                                 | 112 m                                                                        |
| Haltepunkt / Haltestelle | 321,5                               | Saint-Pierre-la-Cour                                                         | 133 m                                                                        |
| Abzweig geradeaus und nach links |                                     | Anschluss                                                                    | Anschluss                                                                    |
| Bahnhof | 335,9                               | Vitré                                                                        | 90 m                                                                         |
| Abzweig geradeaus und nach rechts | 336,3                               | Bahnstrecke Vitré–Pontorson nach La Selle-en-Luitré                          | Bahnstrecke Vitré–Pontorson nach La Selle-en-Luitré                          |
| Abzweig geradeaus und ehemals nach links |                                     | Bahnstrecke Martigné-Ferchaud–Vitré nach Châteaubriant                       | Bahnstrecke Martigné-Ferchaud–Vitré nach Châteaubriant                       |
| Abzweig geradeaus und von links |                                     | Anschluss                                                                    | Anschluss                                                                    |
| Haltepunkt / Haltestelle | 345,8                               | Les Lacs                                                                     | 59 m                                                                         |
| Brücke über Wasserlauf | 349,7                               | Vilaine (Viaduc de la Fontenelle; 20 m)                                      | Vilaine (Viaduc de la Fontenelle; 20 m)                                      |
| Haltepunkt / Haltestelle | 352,6                               | Châteaubourg                                                                 | 45 m                                                                         |
| Haltepunkt / Haltestelle | 357,3                               | Servon                                                                       | 49 m                                                                         |
| Haltepunkt / Haltestelle | 362,2                               | Noyal - Acigné                                                               | 47 m                                                                         |
| Haltepunkt / Haltestelle | 367,9                               | Cesson-Sévigné                                                               | 33 m                                                                         |
| Abzweig geradeaus und von links | 370,0                               | LGV Bretagne-Pays de la Loire von Le Mans                                    | LGV Bretagne-Pays de la Loire von Le Mans                                    |
| Abzweig geradeaus und von links | 371,2                               | Bahnstrecke Châteaubriant–Rennes von Châteaubriant                           | Bahnstrecke Châteaubriant–Rennes von Châteaubriant                           |
| Bahnhof | 373,3                               | Rennes                                                                       | 31 m                                                                         |
| Abzweig geradeaus und nach links |                                     | Bahnstrecke Rennes–Redon nach Redon                                          | Bahnstrecke Rennes–Redon nach Redon                                          |
| Brücke über Wasserlauf | 375,7                               | Vilaine (Pont de Port-Cahours; 37 m)                                         | Vilaine (Pont de Port-Cahours; 37 m)                                         |
| Abzweig geradeaus und nach rechts |                                     | Bahnstrecke Rennes–Saint-Malo nach Saint-Malo                                | Bahnstrecke Rennes–Saint-Malo nach Saint-Malo                                |
| Bahnhof | 385,1                               | L’Hermitage-Mordelles                                                        | 45 m                                                                         |
| Abzweig geradeaus und nach links |                                     | Anschluss                                                                    | Anschluss                                                                    |
| Haltepunkt / Haltestelle | 391,4                               | Breteil                                                                      | 51 m                                                                         |
| Haltepunkt / Haltestelle | 395,5                               | Montfort-sur-Meu                                                             | 42 m                                                                         |
| Haltepunkt / Haltestelle | 405,5                               | Montauban-de-Bretagne                                                        | 67 m                                                                         |
| Abzweig geradeaus und nach rechts |                                     | Anschluss                                                                    | Anschluss                                                                    |
| Bahnhof | 410,6                               | La Brohinière                                                                | 79 m                                                                         |
| Abzweig geradeaus und nach links |                                     | Bahnstrecke Ploërmel–La Brohinière nach Mauron                               | Bahnstrecke Ploërmel–La Brohinière nach Mauron                               |
| Abzweig geradeaus und ehemals nach rechts | 411,1                               | Bahnstrecke La Brohinière–Dinan nach Dinan                                   | Bahnstrecke La Brohinière–Dinan nach Dinan                                   |
| Haltepunkt / Haltestelle | 415,4                               | Quédillac                                                                    | Quédillac                                                                    |
| Brücke über Wasserlauf | 417,2                               | Rance (12 m)                                                                 | Rance (12 m)                                                                 |
| Haltepunkt / Haltestelle | 419,5                               | Caulnes                                                                      | 81 m                                                                         |
| Haltepunkt / Haltestelle | 427,8                               | Broons                                                                       | 67 m                                                                         |
| Haltepunkt / Haltestelle | 438,1                               | Plénée-Jugon                                                                 | 67 m                                                                         |
| Brücke über Wasserlauf | 438,1                               | Arguenon (8 m)                                                               | Arguenon (8 m)                                                               |
| Haltepunkt / Haltestelle | 447,0                               | Plestan                                                                      | 90 m                                                                         |
| Abzweig geradeaus und nach rechts |                                     | Anschluss                                                                    | Anschluss                                                                    |
| Brücke über Wasserlauf | 451,4                               | Venelle (6 m)                                                                | Venelle (6 m)                                                                |
| Brücke über Wasserlauf | 452,3                               | Gouessant (9 m)                                                              | Gouessant (9 m)                                                              |
| Abzweig geradeaus und von rechts |                                     | Bahnstrecke Lison–Lamballe von Lison                                         | Bahnstrecke Lison–Lamballe von Lison                                         |
| Bahnhof | 454,3                               | Lamballe                                                                     | 56 m                                                                         |
| Haltepunkt / Haltestelle | 465,0                               | Yffiniac                                                                     | 52 m                                                                         |
| Abzweig geradeaus und ehemals von rechts | 473,5                               | Bahnstrecke Saint-Brieuc–Le Légué von Le Légué                               | Bahnstrecke Saint-Brieuc–Le Légué von Le Légué                               |
| Brücke über Wasserlauf | 474,1                               | Viaduc ferroviaire du Gouédic (126 m)                                        | Viaduc ferroviaire du Gouédic (126 m)                                        |
| Bahnhof | 474,6                               | Saint-Brieuc                                                                 | 99 m                                                                         |
| Abzweig geradeaus und nach links | 475,1                               | Bahnstrecke Saint-Brieuc–Pontivy nach Loudéac                                | Bahnstrecke Saint-Brieuc–Pontivy nach Loudéac                                |
| Brücke über Wasserlauf | 474,1                               | Viaduc de La Méaugon (221 m)                                                 | Viaduc de La Méaugon (221 m)                                                 |
| Haltepunkt / Haltestelle | 481,2                               | La Méaugon                                                                   | 126 m                                                                        |
| Haltepunkt / Haltestelle | 485,0                               | Plouvara-Plerneuf                                                            | 163 m                                                                        |
| Haltepunkt / Haltestelle | 491,9                               | Châtelaudren-Plouagat                                                        | 125 m                                                                        |
| Bahnhof | 504,7                               | Guingamp                                                                     | 99 m                                                                         |
| Brücke über Wasserlauf | 505,8                               | Trieux (48 m)                                                                | Trieux (48 m)                                                                |
| Abzweig geradeaus und nach links · Abzweig quer, von rechts und ehemals von links |                                     | Réseau Breton nach Carhaix                                                   | Réseau Breton nach Carhaix                                                   |
| Strecke quer · Kreuzung geradeaus oben · Strecke nach rechts | 506,2                               | Réseau Breton Bahnstrecke Guingamp–Paimpol n. Paimpol                        | Réseau Breton Bahnstrecke Guingamp–Paimpol n. Paimpol                        |
| ehemaliger Haltepunkt / Haltestelle | 514,6                               | Pédernec-Tréglamus                                                           | 145 m                                                                        |
| Haltepunkt / Haltestelle | 519,8                               | Belle-Isle-Bégard                                                            | 154 m                                                                        |
| ehemaliger Haltepunkt / Haltestelle | 525,7                               | Trégrom                                                                      | 100 m                                                                        |
| Bahnhof | 530,9                               | Plouaret-Trégor                                                              | 123 m                                                                        |
| Abzweig geradeaus und nach rechts | 531,2                               | Bahnstrecke Plouaret–Lannion nach Lannion                                    | Bahnstrecke Plouaret–Lannion nach Lannion                                    |
| Tunnel | 532,6                               | Tunnel de Guerbastiou 1 (136 m)                                              | Tunnel de Guerbastiou 1 (136 m)                                              |
| Tunnel | 532,8                               | Tunnel de Guerbastiou 2 (137 m)                                              | Tunnel de Guerbastiou 2 (137 m)                                              |
| Haltepunkt / Haltestelle | 539,1                               | Plounérin                                                                    | 157 m                                                                        |
| ehemaliger Haltepunkt / Haltestelle | 545,0                               | Le Ponthou                                                                   | 106 m                                                                        |
| Brücke über Wasserlauf | 545,4                               | Viaduc du Ponthou (113 m)                                                    | Viaduc du Ponthou (113 m)                                                    |
| Haltepunkt / Haltestelle | 553,4                               | Plouigneau                                                                   | 140 m                                                                        |
| Brücke | 562,4                               | Viaduc de Morlaix (292 m)                                                    | Viaduc de Morlaix (292 m)                                                    |
| Bahnhof | 562,8                               | Morlaix                                                                      | 61 m                                                                         |
| Abzweig geradeaus und nach rechts | 565,4                               | Bahnstrecke Morlaix–Roscoff nach Roscoff                                     | Bahnstrecke Morlaix–Roscoff nach Roscoff                                     |
| Abzweig geradeaus und von links |                                     | Anschluss                                                                    | Anschluss                                                                    |
| Haltepunkt / Haltestelle | 571,8                               | Pleyber-Christ                                                               | 131 m                                                                        |
| Haltepunkt / Haltestelle | 577,4                               | Saint-Thégonnec                                                              | 129 m                                                                        |
| Brücke über Wasserlauf | 580,3                               | Penzé                                                                        | Penzé                                                                        |
| Haltepunkt / Haltestelle | 581,7                               | Guimiliau                                                                    | 112 m                                                                        |
| Bahnhof | 589,1                               | Landivisiau                                                                  | 53 m                                                                         |
| Haltepunkt / Haltestelle | 599,0                               | La Roche-Maurice                                                             | 21 m                                                                         |
| Abzweig geradeaus und von links |                                     | Bahnstrecke Savenay–Landerneau von Quimper                                   | Bahnstrecke Savenay–Landerneau von Quimper                                   |
| Bahnhof | 603,6                               | Landerneau                                                                   | 21 m                                                                         |
| Haltepunkt / Haltestelle | 608,4                               | La Forest                                                                    | 14 m                                                                         |
| Abzweig geradeaus und von links |                                     | Anschluss (EP) Pyrotechnie                                                   | Anschluss (EP) Pyrotechnie                                                   |
| Brücke über Wasserlauf | 614,8                               | Viaduc de Kerhuon (200 m)                                                    | Viaduc de Kerhuon (200 m)                                                    |
| Haltepunkt / Haltestelle | 615,0                               | Kerhuon                                                                      | 33 m                                                                         |
| Dienststation / Betriebs- oder Güterbahnhof | 618,3                               | Le Rody                                                                      | 19 m                                                                         |
| Abzweig geradeaus und nach links | 618,4                               | Abzw. zum Hafen                                                              | Abzw. zum Hafen                                                              |
| Kopfbahnhof Streckenende | 622,4                               | Brest                                                                        | 43 m                                                                         |

Die Bahnstrecke Paris–Brest ist eine Eisenbahnstrecke, die die Hauptstadt Paris mit Brest über Le Mans und Rennes verbindet. Die Gesamtstrecke ist seit 1865 in Betrieb. Heute befahren größtenteils Personenzüge die Strecke. Ab Rennes unter anderem auch der französische Hochgeschwindigkeitszug TGV. Dieser benötigt seit Inbetriebnahme der LGV Bretagne-Pays de la Loire rund 3,5 Stunden von Paris nach Brest.

## Geschichte
Die Strecke wurde schrittweise eröffnet. Der Abschnitt Paris–Versailles ging im Jahr 1840 in Betrieb, die Verlängerung nach Chartres im Juli 1849. Die Strecke erreichte Rennes im Mai 1857, Guingamp im September 1863 und schließlich 1865 Brest.
Es waren viele verschiedene Trassenvarianten im Gespräch. Auf einer Karte aus dem Jahre 1853 verlief die Strecke über Montfort-sur-Meu, Napoléonville und Châteaulin. Sie umfuhr die Monts d’Arrée südlich. Schließlich wurde entschieden, die Strecke nördlich um die Monts d’Arrée herumzuführen.
Einige Abschnitte sind noch lange Zeit eingleisig geblieben. Der Abschnitt von Rennes nach Saint-Brieuc und der von Guingamp nach Kerhuon waren im Jahr 1892 noch eingleisig.

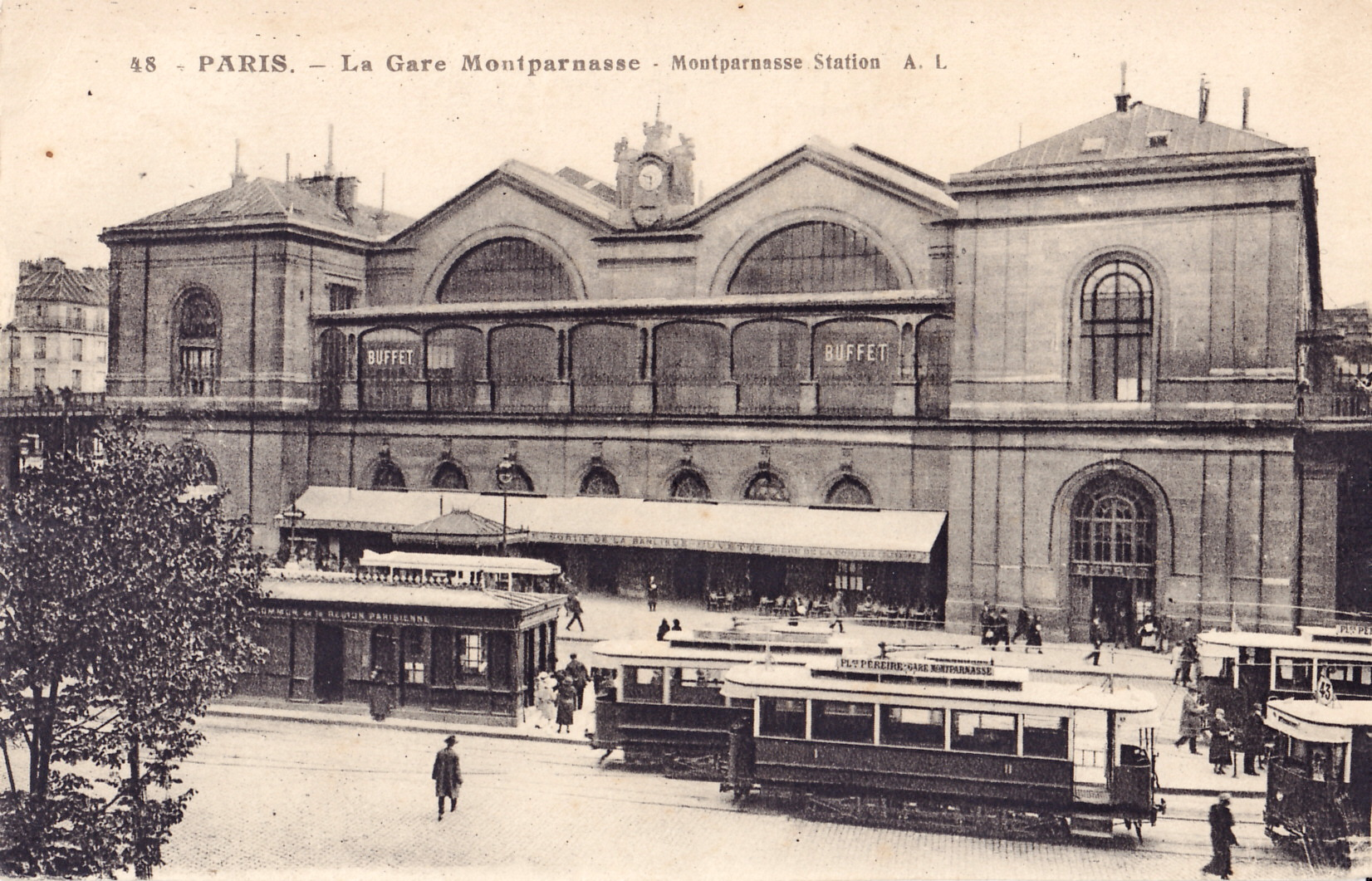
Alter Bahnhof Paris-Montparnasse
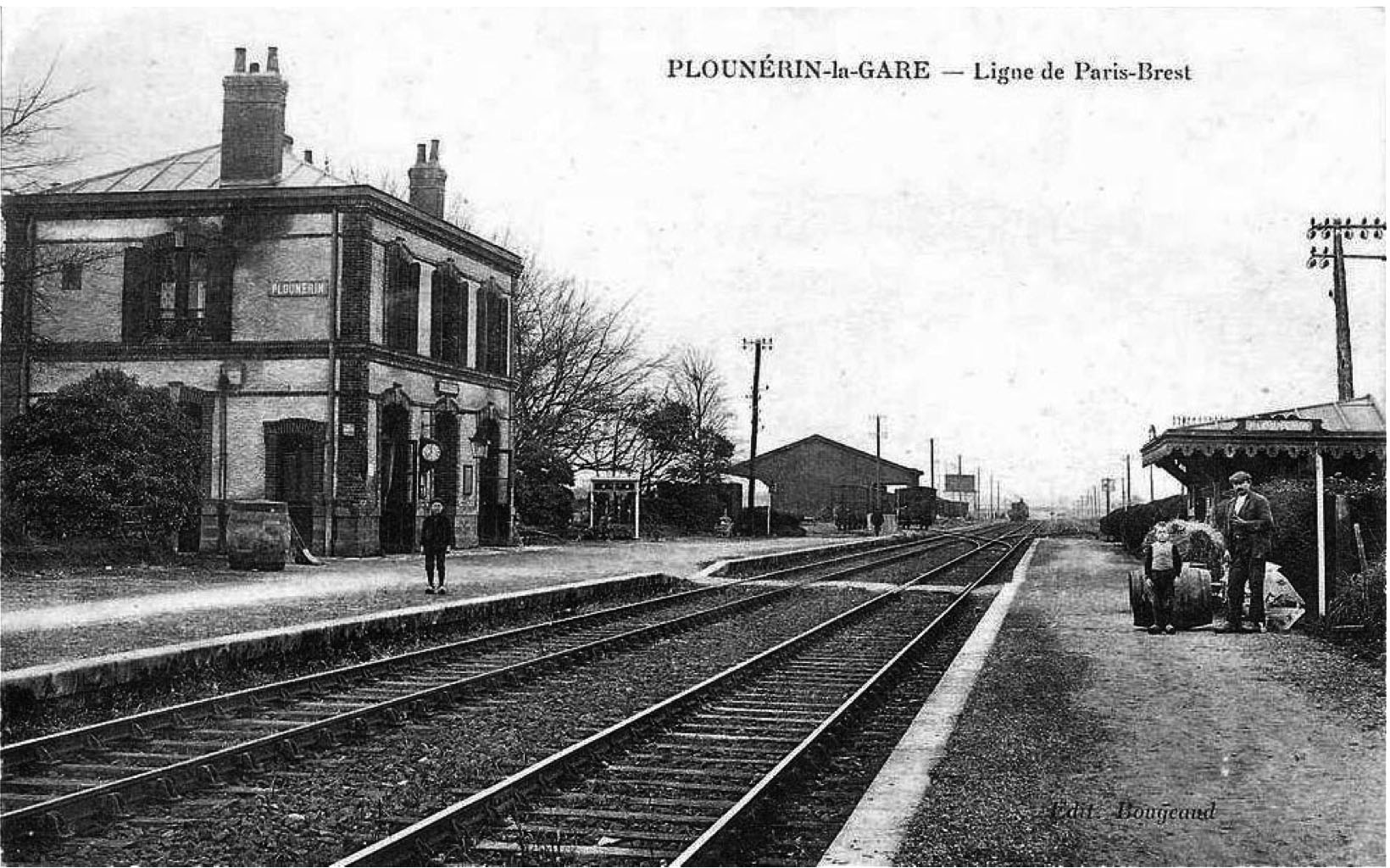
Bahnhof Plounérin (um 1900)
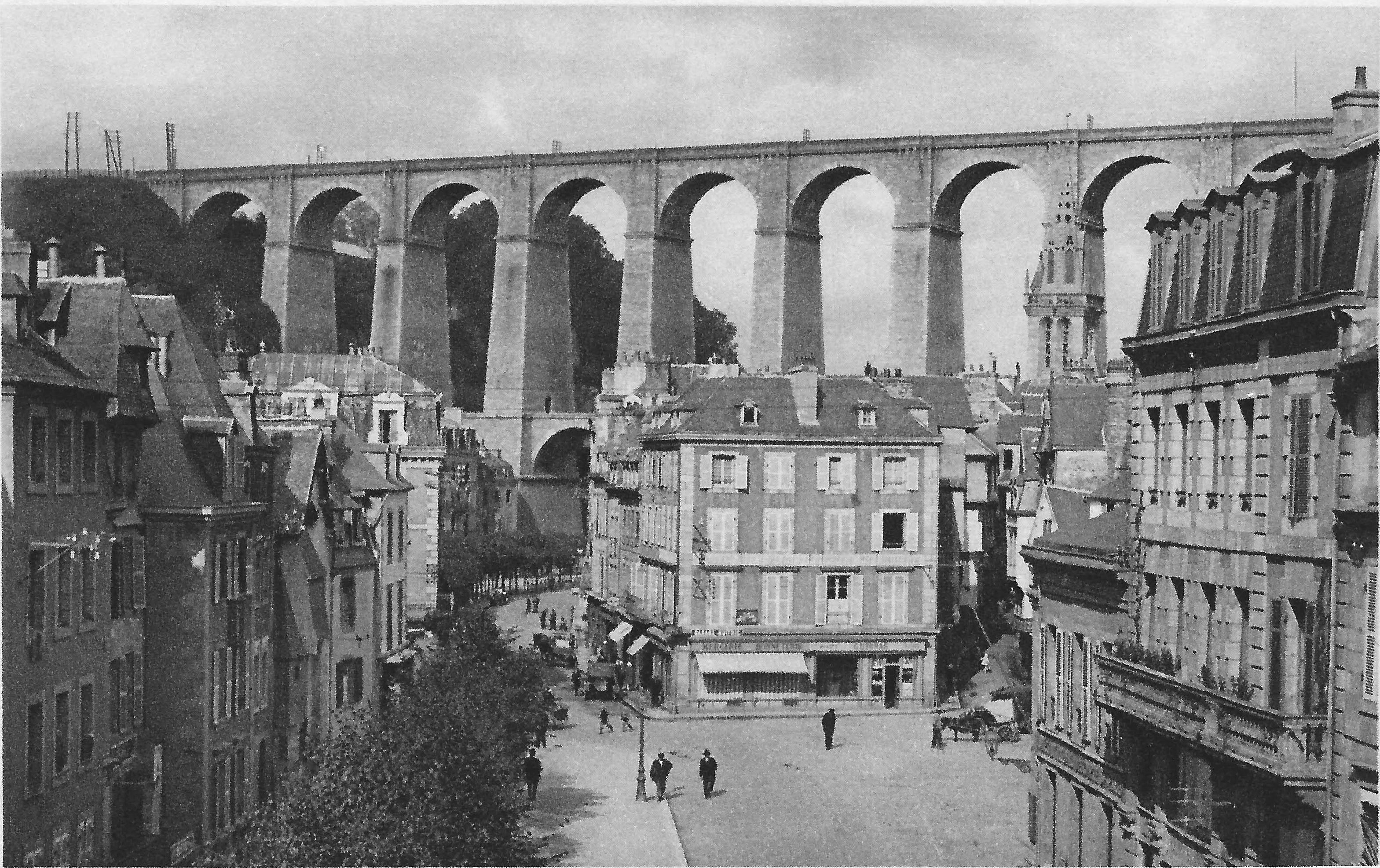
Viadukt in Morlaix, 1920er Jahre

## Streckenverlauf

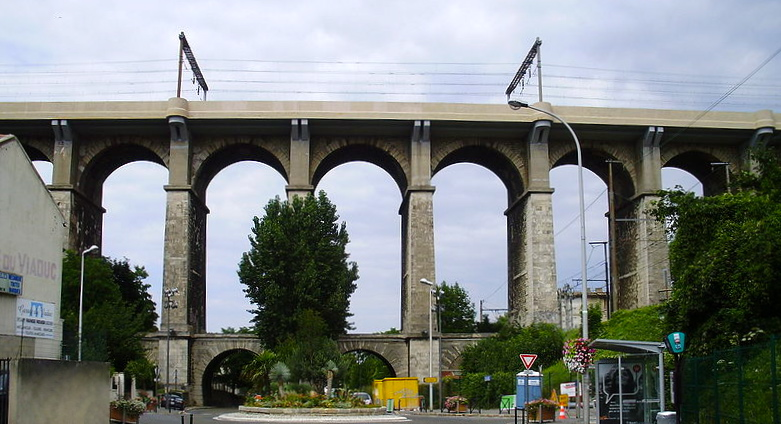
Eisenbahnviadukt von Meudon in der Nähe von Paris

Zwischen Paris und Le Mans führt die Strecke meistens in südwestlicher Richtung. Die Strecke ist seit Juni 1937 mit 1,5 Kilovolt Gleichspannung bis nach Le Mans elektrifiziert, ab dort mit 25 Kilovolt 50 Hertz Wechselspannung. Die Strecke ist zweigleisig. Von Paris-Montparnasse bis nach La Verrière ist sie seit 1934 viergleisig ausgebaut.
Seit der Inbetriebnahme der LGV Atlantique im Jahr 1989 und der LGV Bretagne-Pays de la Loire im Jahr 2017 verkehrt der Fernverkehr (fast) ausschließlich über diese Schnellfahrstrecken.
Ab Rennes verläuft die Strecke nach Westen. Seit dem 12. September 1989 ist dieser Abschnitt mit 25 Kilovolt 50 Hertz elektrifiziert.
Die Strecke besitzt Steigungen von bis zu 10 ‰, zwischen Rennes und Brest. Es war dort geplant den TGV Pendulaire einzusetzen.

## Infrastruktur
Die Strecke ist größtenteils mit dem Block automatique lumineux ausgestattet. Sonst ist sie mit dem Block automatique à permissivité restreinte (BAPR) gesichert. Die Höchstgeschwindigkeit beträgt zwischen Rennes und Brest auf einigen Abschnitten 200 km/h. Zwischen Saint-Brieuc und Guingamp ist die Installation permanente de contre-sens (IPCS) (dt. ständige Anlage zum Befahren des falschen Gleises, entspricht dem deutschen Gleiswechselbetrieb) eingebaut.

## Betrieb
Die Strecke wird von Zügen des TER Bretagne, Centre und Pays de la Loire befahren. Zwischen Paris-Montparnasse und Rambouillet verkehren Züge des Transilien N. TGV nutzen die Strecke zwischen Connerré und Brest.